# Ladmovce
Ladmovce (em húngaro: Ladamóc) é um município da Eslováquia, situado no distrito de Trebišov, na região de Košice. Tem 11,32 km² de área e sua população em 2018 foi estimada em 317 habitantes.

## Demografia
| Ano:        | 1994 | 2004   | 2014   | 2024   |
| ----------- | ---- | ------ | ------ | ------ |
| Broj ljudi: | 389  | 356    | 325    | 305    |
| Razlika:    |      | -8,48% | -8,70% | -6,15% |

| Ano:               | 2023 | 2024   |
| ------------------ | ---- | ------ |
| Número de pessoas: | 306  | 305    |
| Diferença:         |      | -0,32% |